# نورما آله‌آندرو
نورما آله‌آندرو (اسپانیایی: Norma Aleandro‎؛ زادهٔ ۲ مهٔ ۱۹۳۶) بازیگر اهل آرژانتین است. وی از سال ۱۹۵۲ میلادی تاکنون مشغول فعالیت بوده‌است.

## گزیده فیلم‌شناسی

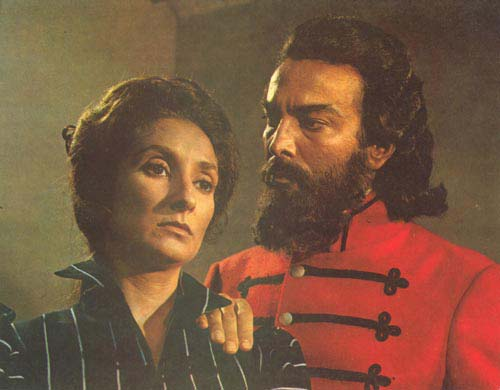
نورما آله‌آندرو در نقش «ماکاچا گوئمس» به همراه آلفردو آلکون در فیلم ۱۹۷۱، Güemes: la tierra en armas.

- آتش‌بس (۱۹۷۴)
- گزارش رسمی (۱۹۸۵)
- گابی: یک داستان واقعی (۱۹۸۷)
- خویشاوندان (۱۹۸۹)
- علائم حیاتی (۱۹۹۰)
- فانوس دریایی (۱۹۹۸)
- فرار (۲۰۰۱)
- پسر عروس (۲۰۰۱)
- کلئوپاترا (۲۰۰۳)
- شهر شما مقصد نهایی (۲۰۰۹)